# Everybody Wants to Rule the World
Everybody Wants to Rule the World is een nummer van de Britse  groep Tears for Fears. Het is de derde single van hun tweede studioalbum Songs from the Big Chair uit 1984. Op 22 maart 1985 werd het numner wereldwijd op single uitgebracht. In 1988 werd het nummer ook op cd-single en cd-video uitgebracht en in 2008 als digitale download. 
Ook al klinkt het nummer optimistisch en dansbaar, het is eigenlijk een protestlied gaande over de zucht naar macht en welke kwalijke gevolgen dit kan hebben. Ook de officiële, energieke videoclip informeert niet duidelijk over de ware toedracht van het nummer.  Het werd geschreven en vond zijn inspiratie ten tijde van de Koude oorlog van midden jaren tachtig. 
Origineel heette het lied Everybody wants to go to war.
Het nummer werd ook gebruikt bij de eindgeneriek van de Amerikaanse Tv-film Real Genius van 1985.

## Achtergrond
De plaat werd de eerste nummer 1 hit van de Britse band in de Verenigde Staten en werd ook in een aantal andere landen een grote hit. In Canada en Nieuw-Zeeland werd eveneens de nummer 1 positie bereikt. In  Australië, Ierland en thuisland het Verenigd Koninkrijk werd de 2enpisitie behaald, Duitsland de 11e, Oostenrijk de 19e, Zwitserland de 13e, Zuid-Afrika de 19e en Frankrijk de 18e.
In Nederland werd de plaat in het voorjaar van 1985 veel gedraaid op Hilversum 3 en werd een hit in de destijds drie landelijke hitlijsten op de nationale publieke popzender. De plaat bereikte de 2e positie in zowel de  
Nederlandse Top 40, Nationale Hitparade en de TROS Top 50. Ook in de Europese hitlijst op Hilversum 3, de TROS Europarade, werd de 2e positie behaald.
In België behaalde de plaat in de voorloper van de Vlaamse Ultratop 50   een positie lager, namelijk de 3e positie en in de Vlaamse Radio 2 Top 30 de 4e positie. In Wallonië werd géén notering behaald. 

## NPO Radio 2 Top 2000
De plaat staat sinds de allereerste editie in december 1999 genoteerd en behaalde in 2024 de hoogste positie.

| Nummer met noteringen in de NPO Radio 2 Top 2000 | '99 | '00 | '01 | '02  | '03  | '04  | '05  | '06  | '07  | '08  | '09  | '10  | '11  | '12  | '13  | '14 | '15 | '16 | '17 | '18 | '19 | '20 | '21 | '22 | '23 | '24 |
| ------------------------------------------------ | --- | --- | --- | ---- | ---- | ---- | ---- | ---- | ---- | ---- | ---- | ---- | ---- | ---- | ---- | --- | --- | --- | --- | --- | --- | --- | --- | --- | --- | --- |
| Everybody Wants to Rule the World                | 891 | 953 | 958 | 1111 | 1302 | 1119 | 1409 | 1213 | 1361 | 1239 | 1059 | 1149 | 1137 | 1156 | 1000 | 928 | 979 | 857 | 766 | 821 | 807 | 593 | 445 | 266 | 235 | 214 |

1. ↑  Een vetgedrukt getal geeft de hoogste notering aan.

## Andere uitvoeringen
- In 1986 bracht Tears for Fears een nieuwe versie uit voor Sport Aid, een spin-off van Live Aid met de slogan Run the World. Groepsleden Curt Smith en Roland Orzabal kwamen niet in de videoclip voor; in plaats daarvan waren het initiatiefnemers Bob Geldof en Midge Ure (zanger van Ultravox) die met weinig succes hun atletische kanten toonden.
- Verder is het lied onder meer gecoverd door Gloria Gaynor, Patti Smith, Lorde en Mayer Hawthorne.
- Het lied is ook gecoverd door Lorde in een a capella uitvoering en werd gebruikt als soundtrack voor de film The Hunger Games .[4]